# Deželna deska
Deželna deska je naziv za evidenco o pravnem prometu z nepremičninami, ki se je uveljavila v habsburških dednih deželah v 18. stoletju (prej je to funkcijo delno opravljala imenjska knjiga), uporabljala pa se je do nastavitve nove zemljiške knjige leta 1871. V evidenci so bila vodena zemljiška gospostva, vodila pa se je na deželnem sodišču vsake dežele. Deželni svobodniki so se zaradi odpora plemstva vodili posebej, v zemljiški knjigi za deželne svodobnike.

## Vsebina deželne deske
Deželna deska se je vodila za zemljiška gospostva, in je bila v najzgodnejši obliki kronološka zbirka listin, ki so bile urejene po kategorijah (kvaternih). Zaradi nepregledne ureditve so deželni deski leta 1833 dodali tudi glavno knjigo, v kateri je imela vsaka posest poseben vložek. V glavni knjigi so se beležile spremembe na zemljiščih, navezovala pa se je na kvaterne. 
Z zemljiško odvezo leta 1848 je deželna deska izgubila svoj pomen, vendar so v njej na Kranjskem še vse do leta 1935 beležili dominikalno (zemljiškogosposko) posest.